# 염색체 교차

교차는 전기 I과 중기 I 사이 때 일어나며, 두 상동 비자매 염색분체 쌍이 나란히 짝을 이룬 후 유전 물질의 여러 부분들을 교환하여 두 재조합 염색체 자매 염색분체를 형성하는 과정이다. 교차는 체세포분열 과정에서도 일어날 수 있는데, 이럴 경우 이형접합성이 사라진다. 교차는 감수분열 과정에서 2가 염색체가 서로 분리되는 데 중요하게 작용한다. 또한, 교차를 할 때 유전 물질이 서로 섞이므로 유전적 다양성에도 기여하며, 교차 후에는 중심절(centromere)에 붙들려 있는 염색분체끼리 더 이상 동일하지 않게 된다. 따라서 감수분열 II에서 복제된 형태의 염색체가 분리될 때(즉, 서로 동일하지 않은 염색분체 2개로 이루어진 염색체가 분리될 때), 딸세포 일부는 재조합된 대립유전자가 있는 염색체를 받게 된다. 자손은 유전적 재조합 덕분에 부모와 서로 다른 대립유전자와 유전자 세트를 물려받게 된다. 이 그림에서는 유전자 B와 b가 서로 교차하여 감수분열 이후 Ab, AB, ab, aB의 재조합형을 만들어내는 것을 나타내었다.

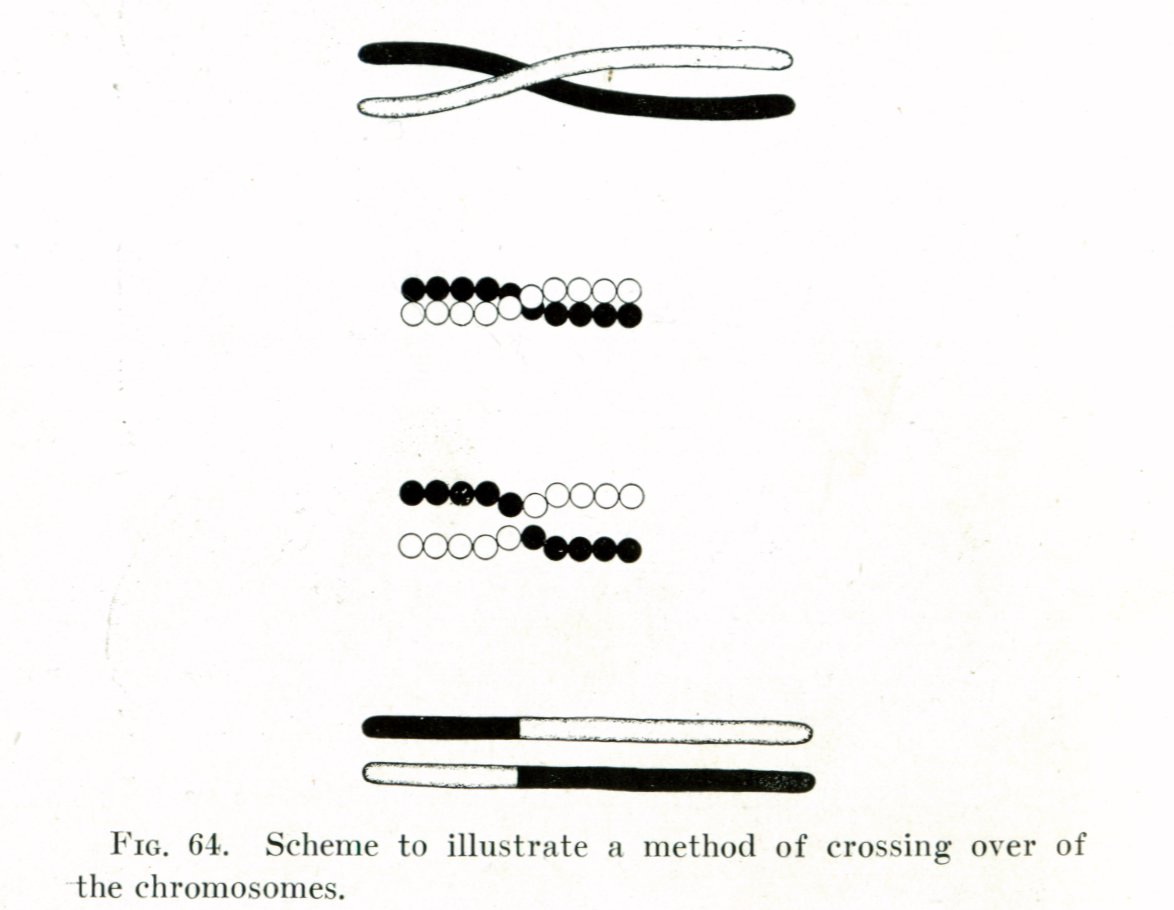
토마스 헌트 모건이 나타낸 교차 일러스트레이션 (1916)

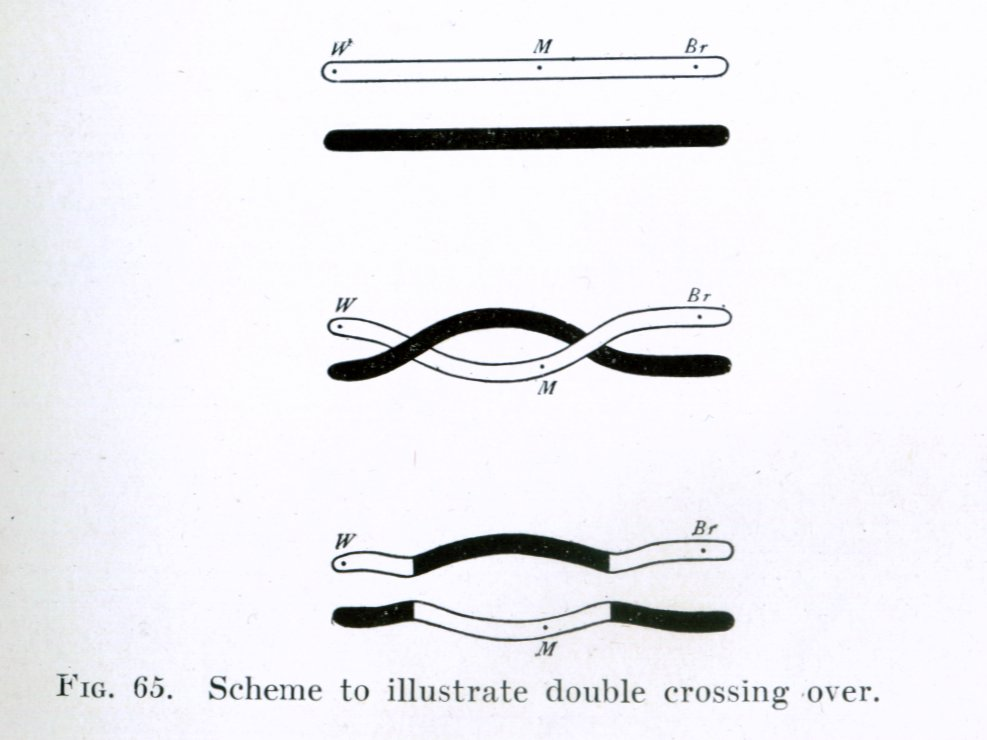
이중 교차

염색체 교차(교차, Chromosomal crossover, crossing over)란 유성 생식 과정에서 두 상동 염색체의 비자매 염색분체 사이에서 유전 물질을 교환하여 재조합형 염색체를 만드는 과정을 의미한다. 교차는 유전자 재조합 과정의 마지막 시기이며, 감수분열 전기 I의 굵은섬유기 시기에 연접이라는 과정을 거쳐 일어난다. 연접은 이음실 복합체(synaptonemal complex)가 형성되기 전에 시작되어 전기 I이 끝나기 전까지 완료되지 않는다. 교차는 주로 서로 맞는 두 염색체의 서로 맞는 부위들끼리 절단되어 서로 다른 염색체 부위와 다시 이어지며 일어난다.
교차는 토마스 헌트 모건(Thomas Hunt Morgan)이 처음으로 기술했다. 모건은 프란스 알폰스 얀센스(Frans Alfons Janssens)가 1909년에 'chiasmatypie'라고 묘사한 현상을 참고했다. 이 용어는 '교차점(chiasma)'이 연결되어 있고, 동일하지 않다면 염색체가 교차한다는 것을 나타낸다. 얀센스가 초파리(Drosophila)의 유전 연구에서 얻은 실험적 결과를 바탕으로 교차점을 세포학적으로 해석했는데, 모건은 이 해석의 중요성을 바로 알아차렸다. 교차의 물리적 기초는 1931년에 해리엇 크레이튼(Harriet Creighton)과 바버라 매클린톡(Barbara McClintock)이 처음 증명했다.
두 유전자의 유전자자리(유전자 표지자) 사이에서 일어난 교차 빈도를 '교차값(crossover value)'이라고 한다. 일정한 유전적·환경적 조건에서, 연결된 구조(염색체)의 특정 부위에 일어나는 재조합은 유전자 지도를 작성할 때 필요한 교차값과 똑같이 일치하는 경향이 있다.

## 같이 보기
- Unequal crossing over
- Coefficient of coincidence
- 유전자 거리
- Independent assortment
- Mitotic crossover
- Recombinant frequency